# Лёвенвольде (дворянский род)
Лёвенвольде (нем. Löwenwolde) — графы, бароны и древний дворянский род немецкого происхождения.
Матрикулирован в Лифляндии, имеет дома Лугден и Малла. Некоторые представители были возведены в графское Российской империи и Священной римской империи достоинство.

## Общие сведения
Род происходит из графства Маркского, переселился из Люнебурга в Лифляндию и документально упоминается с 1299 года. Принадлежащий к дому Малла Гергард Иоанн († 1721). Шведский майор рижского гарнизона Гергард-Иоган Левенвольде приговорен королём Швеции Карлом X к смертной казни, а земли конфискованы за протесты против редукции, бежал в Курляндию. По взятии Риги (1710) первый присягнул Петру I и перешел на русскую службу. В России был царским уполномоченным в Лифляндии и Эстляндии (1710), тайный советник, обер-гофмейстером Софии-Шарлотты, супруги царевича Алексея Петровича.

## Графы Лёвенвольде
Сын его генерал-поручик Карл Густав († 1735) — известный дипломат. Вместе с двумя братьями он получил (24 октября 1726) графское достоинство в России. По смерти Петра II, в 1730 г., по поручению брата своего Рейнгольда, уведомил Анну Иоанновну о решении верховного совета, передававшем трон в её руки. Сформировал Измайловский лейб-гвардии полк, как вооруженную опору нового царствования и командовал им до 1735 г. в чине полковника. Выполнял ряд дипломатических миссий, в том числе — автор договора 1732 года о совместных действиях России, Пруссии и Священной Римской Империи в Речи Посполитой, который стал известен, как «Союз трех чёрных орлов».

## Бароны Лёвенвольде
Барон Адам-Фридриг (1697—1756) женат на Гедвиге-Маргарите, урождённой Альбине. Майор русской службы барон Карл-Мангуст ранен при Франкфурте (1759). Ротмистр Кавалергарского полка Казимир Карлович погиб от ран, полученных при Аустерлице (1805). Полковник Кавалергардского полка барон Карл Карлович (1779—1812) убит в Бородинском сражении во главе полка. Род баронов Лёвенвольде угас в связи со смертью барона Гергард-Лудвига, последнего представителя в мужском поколении.

## Известные представители
- Герхард Иоганн Левенвольде (ум. 1721) — соратник и родственник Паткуля, вместе с ним приговорен Карлом X к смерти за протесты против редукции, российский пленипотенциарий в Лифляндии и Эстляндии (с 1710), имел трёх сыновей:
  - граф Рейнгольд Густав Левенвольде (1693, Лифляндия — 22 июля 1758, Соликамск) — русский придворный, обер-гофмаршал.
  - граф Карл Густав Лёвенвольде (ум. 1735) — русский дипломат, посланник в Речи Посполитой.
  - граф Фридрих Казимир Левенвольде (1692—1769) — полный генерал на службе Габсбургов.